# Yvette Broch
Yvette Broch (ur. 23 grudnia 1990 w Monster) – holenderska piłkarka ręczna, reprezentantka kraju, grająca na pozycji obrotowej. Obecnie występuje w węgierskim Győri ETO KC.
W 2008 roku zajęła drugie miejsce w holenderskim programie Holland's Next Top Model poszukującym modelek.

## Sukcesy reprezentacyjne
- Mistrzostwa Świata:
  -  2015
  -  2017
- Mistrzostwa Europy:
  -  2016

## Sukcesy klubowe
- Mistrzostwa Węgier:
  -  2016
- Puchar Węgier:
  -  2016
- Liga Mistrzyń:
  -  2017
  -  2016

## Nagrody indywidualne
- 2016 – najlepsza obrotowa Mistrzostw Europy (Szwecja)